# Afrosoricida
Az Afrosoricida az emlősök osztályának egy rendje.
Az ide tartozó fajokat a régebbi hagyományos rendszerbesorolások a rovarevők (Insectivora) rendjébe sorolták.

## Rendszerezés
A rend az alábbi alrendeket, családokat és alcsaládokat foglalja magában.

### Chrysochloridea
A Chrysochloridea alrendbe 1 család és 2 alcsalád tartozik    
- Aranyvakondfélék (Chrysochloridae) – 21 faj
  - Amblysominae
  - Chrysochlorinae

### Tenrecomorpha
A Tenrecomorpha alrendbe 1 család és 4 alcsalád tartozik
- Tanrekfélék (Tenrecidae) – 30 faj
  - Geogalinae
  - Oryzorictinae
  - Potamogalinae
  - Tenrecinae